# Ancistrus mattogrossensis
Ancistrus mattogrossensis är en fiskart som beskrevs av Miranda Ribeiro 1912. Ancistrus mattogrossensis ingår i släktet Ancistrus och familjen Loricariidae. Inga underarter finns listade i Catalogue of Life.